# فراتيسلاف لوكفنتش
فراتيسلاف لوكفنتش (بالتشيكية: Vratislav Lokvenc)‏ (مواليد 27 سبتمبر 1973) هو لاعب كرة قدم. يلعب مع منتخب جمهورية التشيك لكرة القدم. سبق له أن لعب في كأس العالم لكرة القدم مع منتخب بلاده.

## روابط خارجية
- فراتيسلاف لوكفنتش على موقع الاتحاد الدولي (مؤرشف)  (الإنجليزية)
- فراتيسلاف لوكفنتش على موقع الاتحاد الأوربي (الإنجليزية)
- فراتيسلاف لوكفنتش على موقع الاتحاد التشيكي (الإنجليزية)
- فراتيسلاف لوكفنتش على موقع قاعدة بيانات كرة القدم.إي يو (الإنجليزية)
- فراتيسلاف لوكفنتش على موقع ناشيونال فوتبول تيمز (الإنجليزية)
- فراتيسلاف لوكفنتش على موقع Soccerway.com (الإنجليزية)
- فراتيسلاف لوكفنتش على موقع كووورة